# طلای سرخ
طلای سرخ یک فیلم ایرانی به کارگردانی و تهیه‌کنندگی جعفر پناهی و نویسندگی عباس کیارستمی است. این فیلم در سال ۱۳۸۱ ساخته شده‌است.این فیلم در سینماهای ایران به خاطر آنچه «تیره بودن» این فیلم گفته شد به نمایش در نیامد.

## خلاصه فیلم
حسین آقا فردی است با سابقه حضور در جبهه که به عنوان پیک موتوری در یک پیتزافروشی کار می‌کند. به خاطر سفارش‌هایی که از مناطق مرفه شهر به او می‌رسد با زندگی طبقهٔ بورژوای تهران آشنا می‌شود. از طرفی در چندین مواجهه با یک طلافروشی، مورد تمسخر و اهانت قرار میگیرد. سیر او در بین افراد طبقه مرفه جامعه و نگاه به جایگاه خودش در اجتماع و تاثیرات روحی مورد اهانت قرار گرفتن توسط صاحب طلافروشی، باعث میشود دست به یک جنایت بزرگ بزند. 
در این فیلم پناهی تلاش کرده‌است تا لایه‌های مختلف زندگی ایرانیان را نمایش دهد و به شکلی مسئله شکاف طبقاتی را در میان مردم ایران بررسی کند.

## جشنواره‌ها
طلای سرخ در هیچ‌یک از جشنواره‌ای داخلی ایران حضور نیافت اما در بسیاری از جشنواره‌های خارجی شرکت کرده‌است که توانسته‌است در پنجاه و ششمین دوره جشنواره فیلم کن (۱۳۸۲) جایزه هیئت داوران نوعی نگاه در بخش بهترین فیلم و در سی و نهمین دوره جشنواره بین‌المللی فیلم شیکاگو جایزه بهترین فیلم را به خود اختصاص دهد.

## افتخارات
- جزو ۱۰۰ فیلم برتر نخستین دهه هزاره سوم از نگاه منتقدان نشریه گاردین بریتانیا[۱۰]
- جزو ده فیلم برتر غیرهالیوودی[۱۱]
- ای.وی. کلاب این فیلم را به عنوان چهل و هشتمین فیلم برتر نخستین دهه از قرن بیست و یکم برگزید[۱۲]